# Riedbach
Riedbach er en kommune i Landkreis Haßberge i Regierungsbezirk Unterfranken i den tyske delstat Bayern.
Den er en del af Verwaltungsgemeinschaft Hofheim in Unterfranken.

## Geografi
Riedbach ligger i Region Main-Rhön i landskabet "Unteren Haßgau" ved den sydvestlige ende af Naturpark Haßberge.